# تقديم الطعام

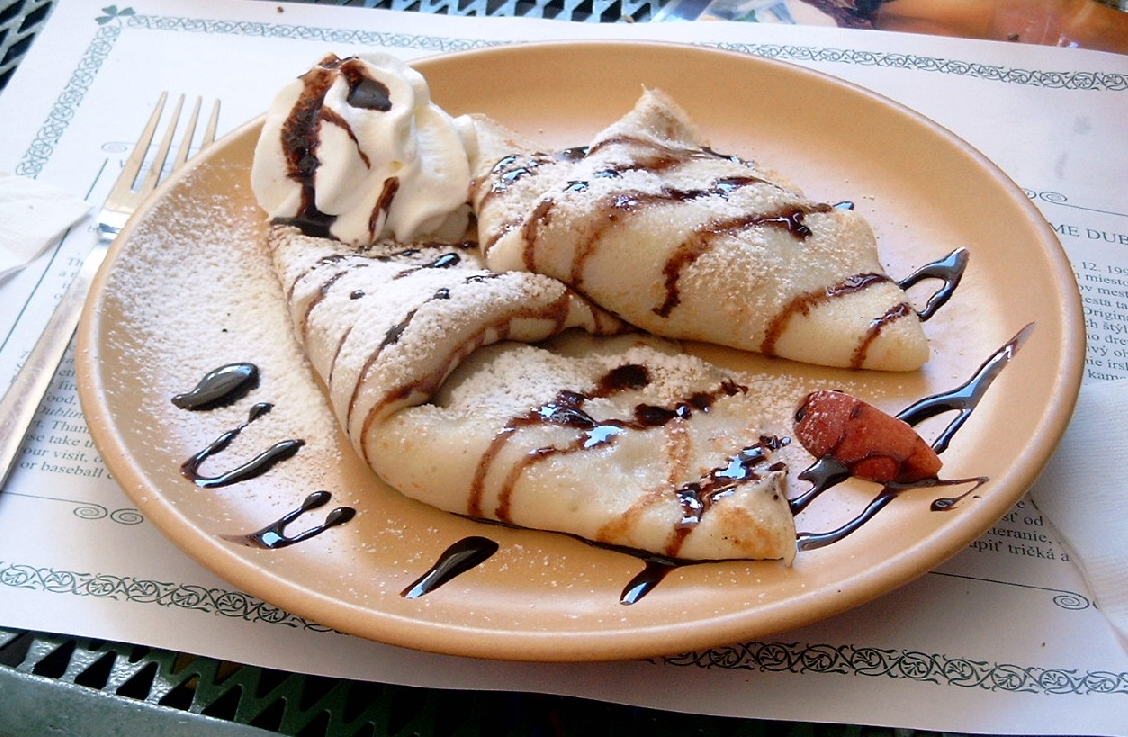
بان كيك يقدم في طبق بلاستيكية مع صوص الشكولاته والكريمة والسكر البودر

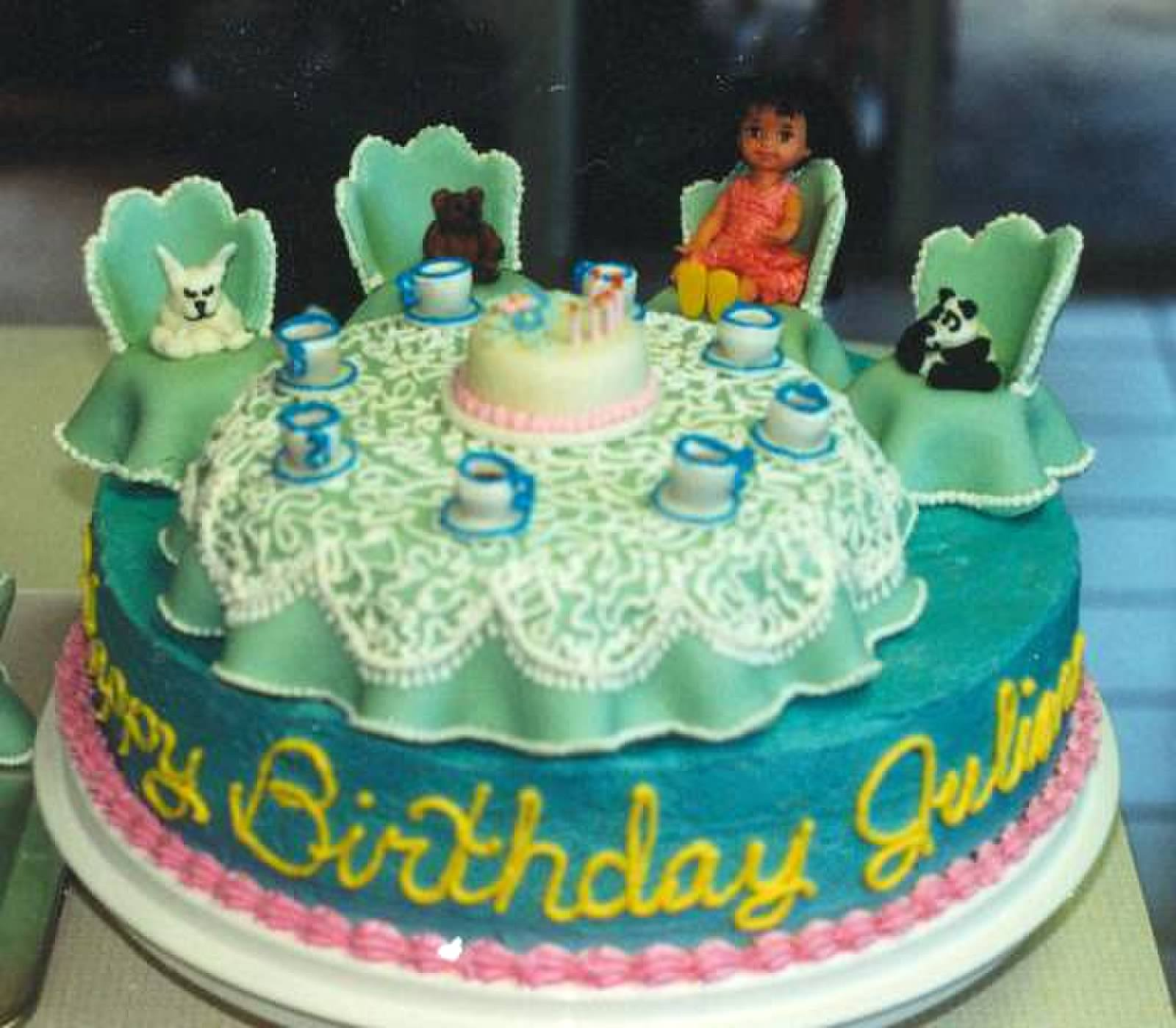
كيكه عيد ميلاد مزينه علي هيئة حفلة شاي

يعتبر فن تقديم الطعام، تعديل للأغذية المعلبة، وترتيب أو تزيين  الطعام ليعزز من الجاذبيه الجمالية له. غالبا ما يعتني الشيفات بالصورة المرئية لتقديم الطعام في مراحل إعداده من خلال طريقه خلط ودمج اللحوم، إلى نوع التقطيع المستخدم سواء كان فرم أو تقطيع طولي للحوم أو الخضروات، ومراعاة أسلوب التشكيل المستخدم في صب أو رص الطبق.

## معرض صور

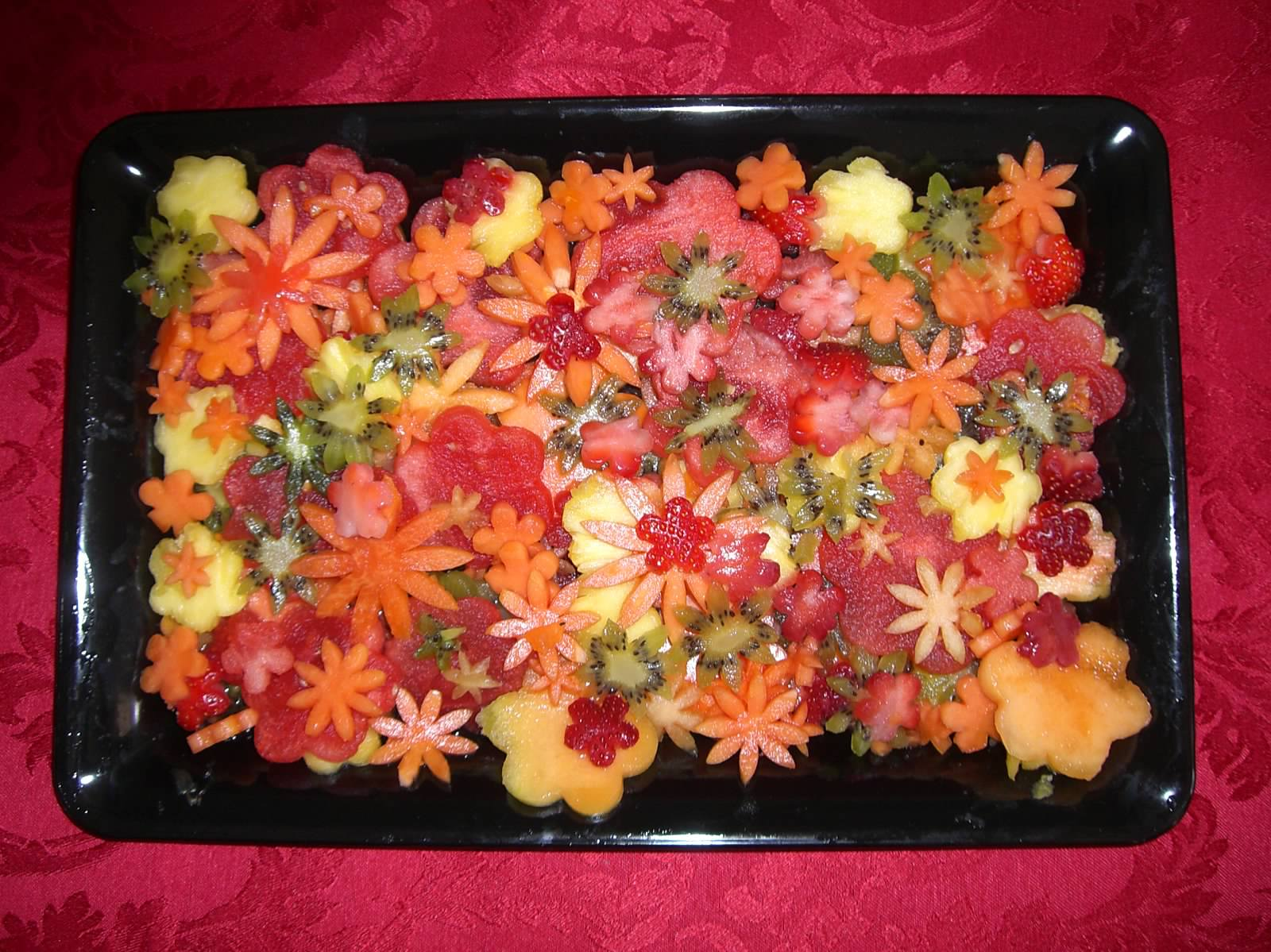
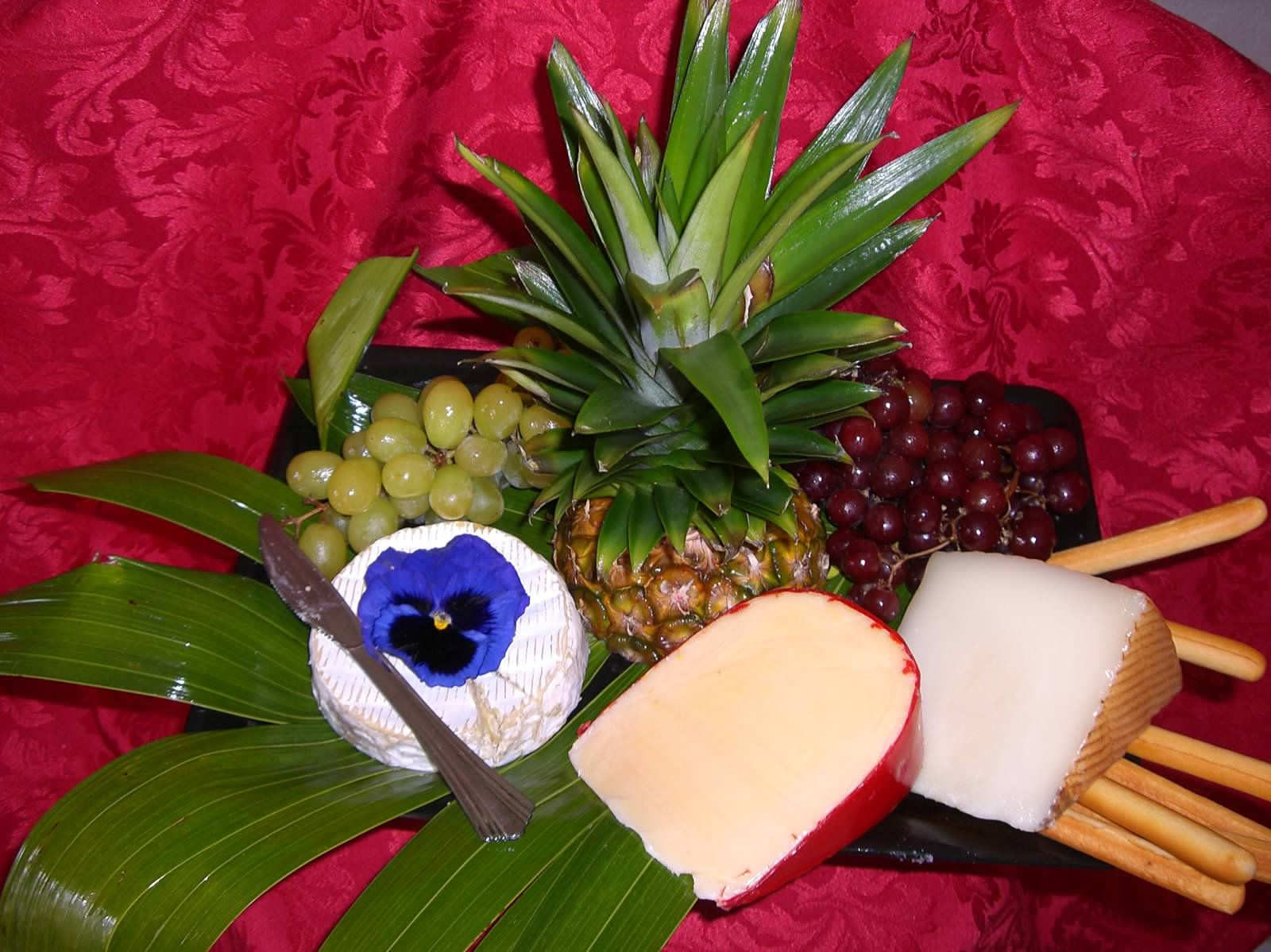
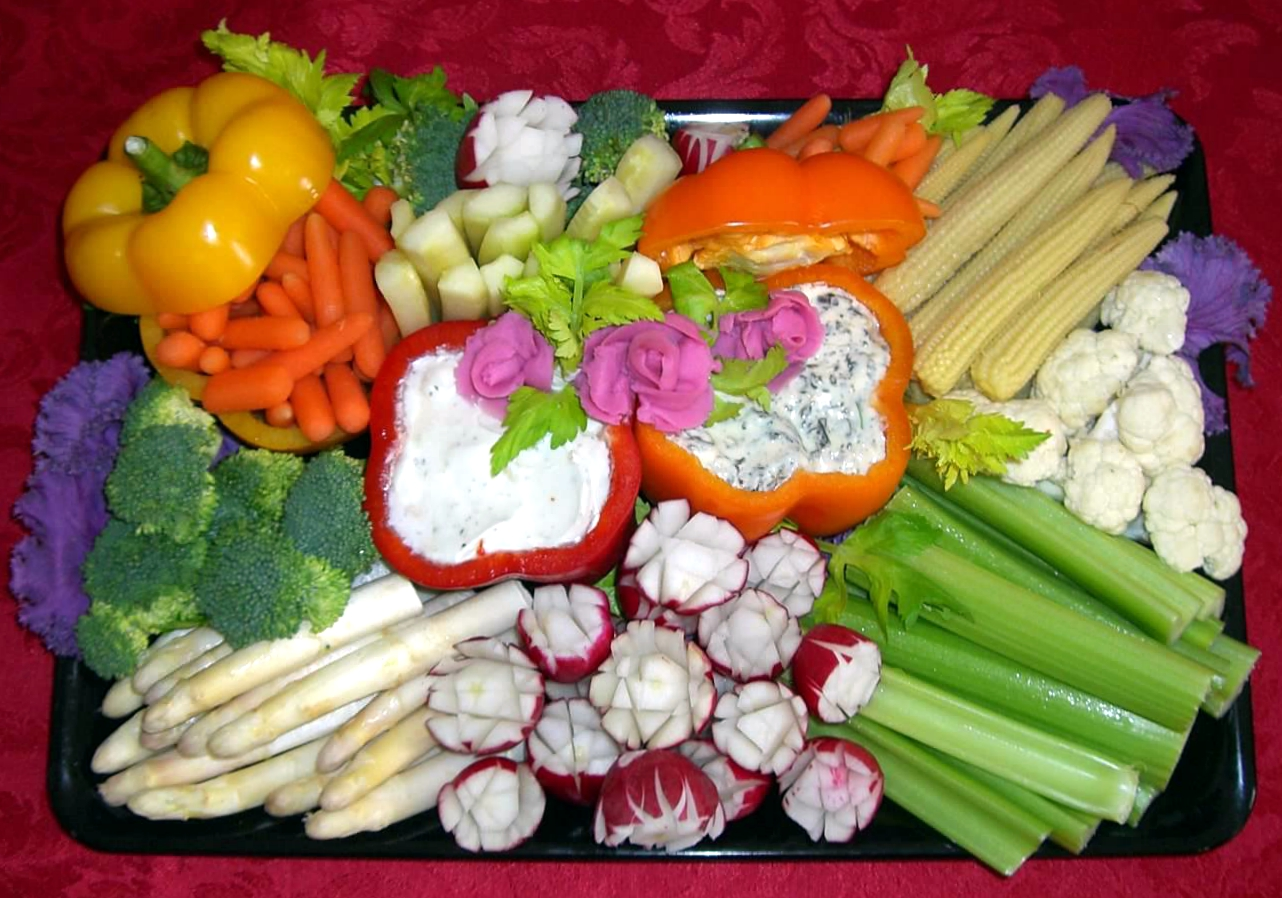
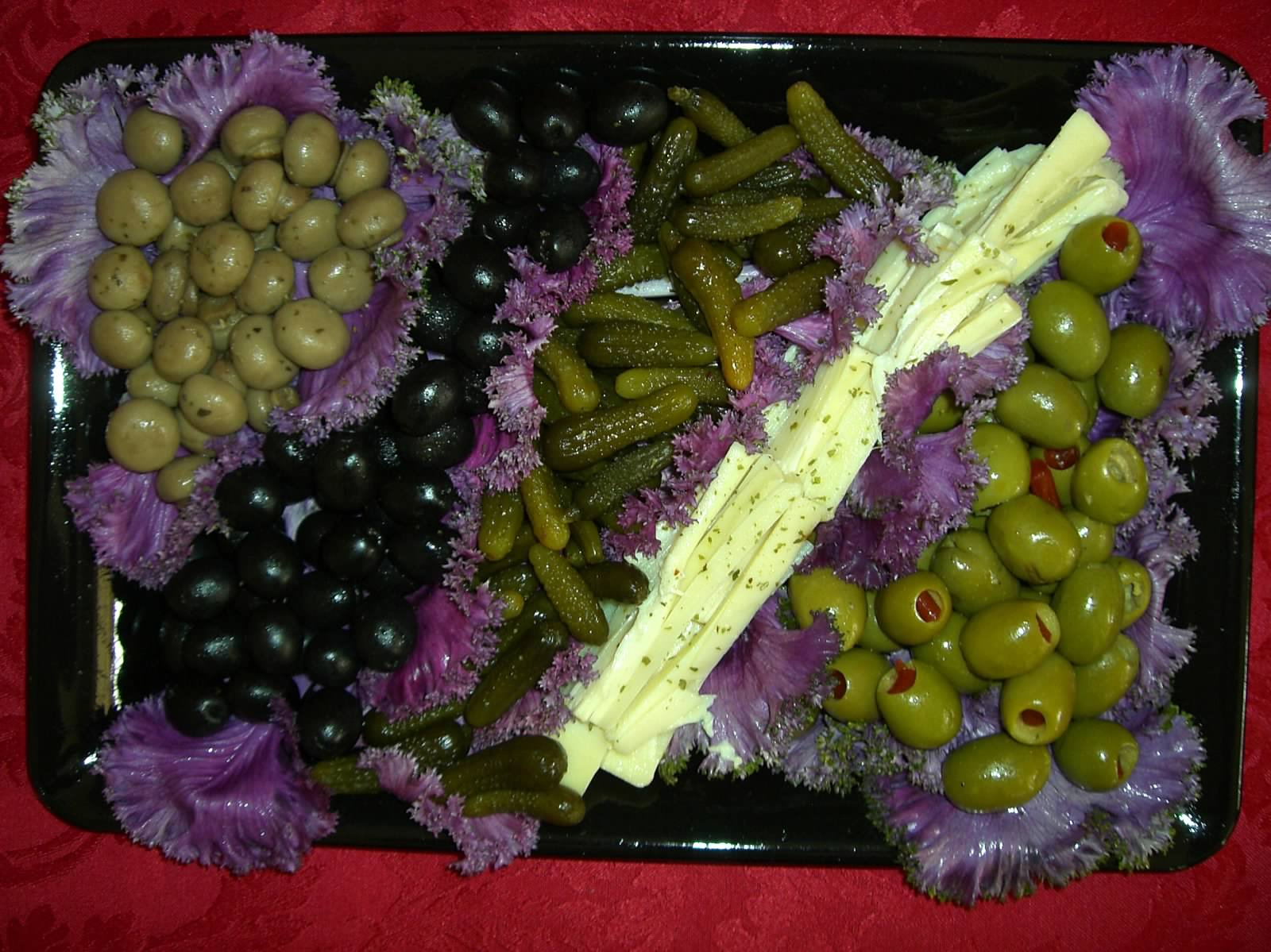
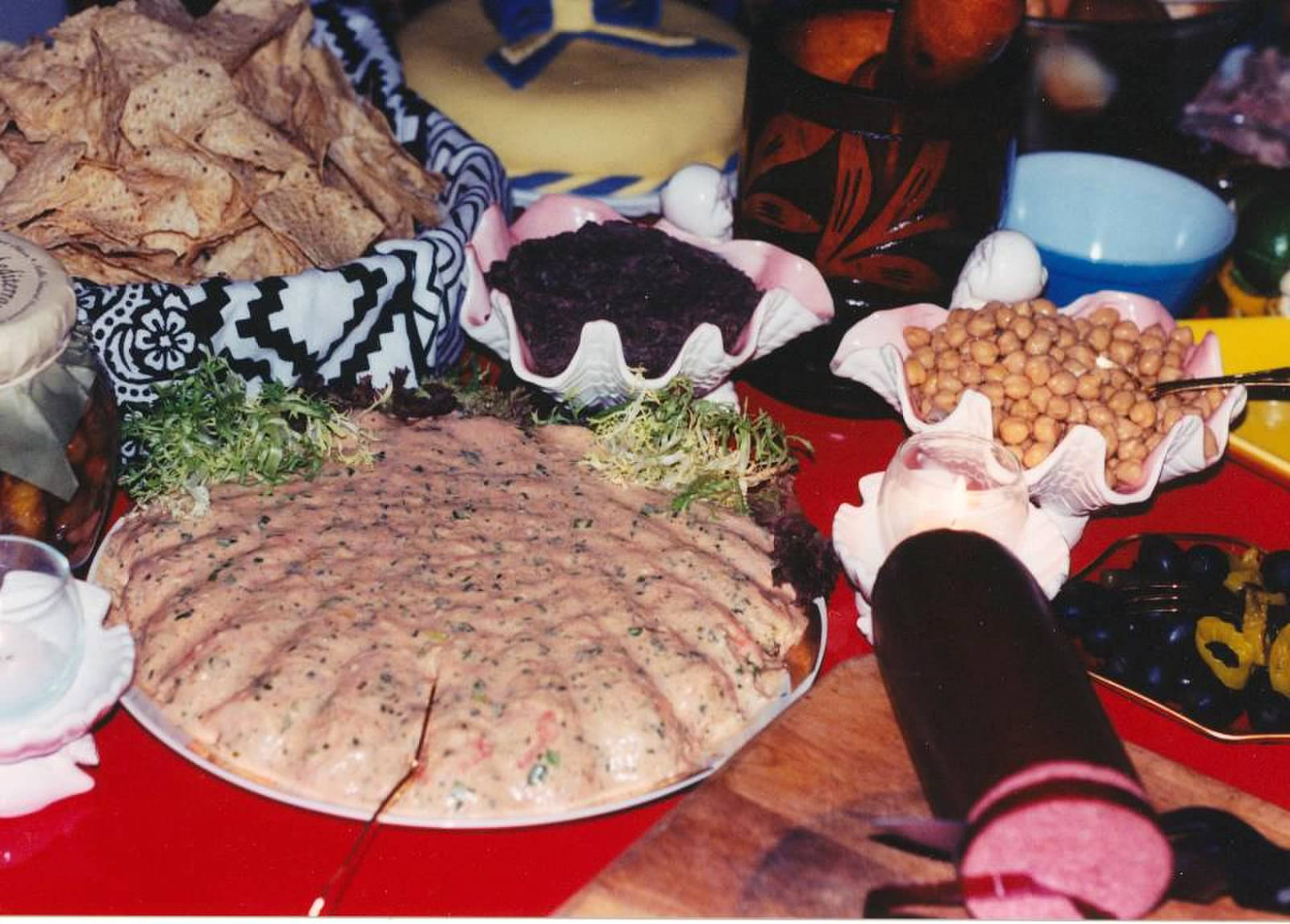